# پادشاهی ادوم
پادشاهی ادوم (به انگلیسی: kingdom of Edom) یک پادشاهی باستانی است واقع در شرق اردن قدیم، بین موأب تا شمال شرقی وادی عرب و صحرای عربستان در امتداد جنوب به شرق. بیشتر قلمرو سابق آن در حال حاضر میان اسرائیل و اردن تقسیم گشته است. دربارهٔ ادوم در منابع کتبی مربوط به عصر برنز و عصر آهن و تاریخ باستان لوانت مانند کتاب مقدس عبری و اسناد مصری و میان رودان به کرات یاد شده. در عصر کلاسیک، نام شناخته شدهٔ ایدومئا، برای محدوده‌ای کوچکتر در همان منطقه مورد استفاده قرار گرفته است.